# 牧野和子
牧野和子（日语：／ Makino Kazuko，1947年4月12日—），日本漫畫家，結婚後戶籍上改姓後藤。

## 經歷
愛知縣豐橋市出身，小學時受到讀藝大的哥哥牧野圭一影響，開始創作漫畫。高中開始在稿紙上作畫，當時同是高中生的里中滿智子出道成為職業漫畫家，使自認畫得不錯的牧野深感震撼。牧野持稿拜訪講談社，被編輯推薦給里中滿智子當助手，在擔任助手的兩個月之間學了許多東西。
1967年牧野的作品〈ゆうこのあこがれ〉在《別冊少女フレンド》揭載而出道。
1974年以《あの娘はだあれ!?》獲得第3屆日本漫畫家協會賞優秀賞 。

## 相關人物
- 哥哥是漫畫家牧野圭一[1]。
- 配偶是漫畫原作者後藤幸男[1]。